# Idriss Déby

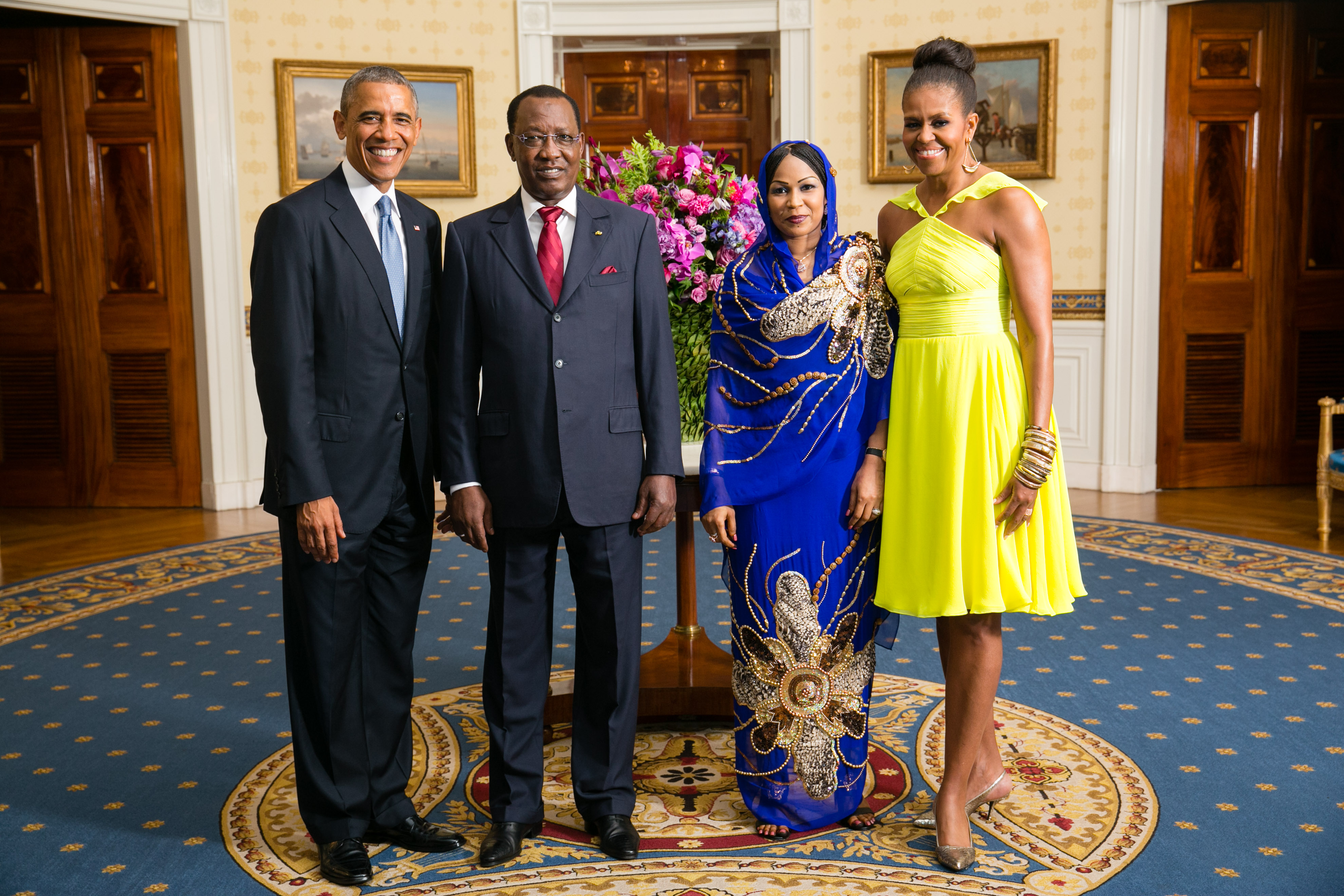
Idriss Déby z żoną Hindą w towarzystwie Baracka Obamy i Michelle Obamy, 5 sierpnia 2014

Idriss Déby (wym. [iˈdʀis deˈbi]; od stycznia 2006 Idriss Déby Itno; ur. 18 czerwca 1952 w Fadzie, zm. 20 kwietnia 2021 w regionie Tibesti) – czadyjski polityk i wojskowy, w latach 1990–2021 prezydent Czadu.

## Życiorys
Idriss Déby wywodził się z grupy etnicznej Bidayat, będącej odłamem ludu Zaghawa. Był muzułmaninem, synem pasterza. Po ukończeniu szkoły wstąpił do szkoły oficerskiej w Ndżamenie. Stamtąd został wysłany do Francji na szkolenie, do Czadu wrócił w 1976 roku mając uprawnienia pilota zawodowego. Pozostał w wojsku w służbie prezydenta Félixa Mallouma aż do upadku władzy centralnej w 1979 roku. Swą karierę jako polityk Déby rozpoczął podczas wojny domowej w Czadzie na przełomie lat 70. i 80. Związał się wówczas z Hissènem Habré, jednym z lokalnych watażków. Gdy w 1982 roku Habré został prezydentem Czadu, w nagrodę za lojalność mianował Déby’ego dowódcą armii czadyjskiej. Déby wyróżnił się w 1984 roku rozbijając prolibijskie ugrupowania działające we wschodnim Czadzie. W 1985 roku skierowany został do Paryża na kurs do szkoły wojskowej (fr. École Militaire), a po powrocie został prezydenckim doradcą wojskowym. W 1987 roku podczas walk z siłami libijskimi w tzw. wojnie toyot zastosował taktykę, która przyniosła przeciwnikowi ciężkie straty.
Cień w kontaktach między Déby a Hissènem Habré pojawił się w 1989 roku, w związku ze wzmocnieniem gwardii prezydenckiej. Habré oskarżył wówczas Déby’ego o przygotowywanie zamachu stanu, dlatego też ten zdecydował się na ucieczkę do Libii, a następnie do Sudanu. Tam utworzył Patriotyczny Ruch Ocalenia, ugrupowanie wspierane przez rządy Libii i Sudanu, by w październiku 1989 roku rozpocząć działania zbrojne zmierzające do obalenia prezydenta. Decydujący atak rozpoczął się 10 listopada 1990, a 2 grudnia Déby przy pomocy wiernych sobie oddziałów wojska zajął stolicę Czadu, Ndżamenę i przejął władzę. Habré udał się na emigrację, najpierw do Kamerunu, a potem do Senegalu.
Déby wprowadził system wielopartyjny, stanął następnie na czele rządu tymczasowego, by 28 lutego 1991 objąć formalnie funkcję prezydenta. Po przyjęciu w marcu 1996 roku nowej konstytucji, Déby został dwukrotnie wybrany prezydentem w powszechnych wyborach w 1996 i w 2001 roku, aczkolwiek obserwatorzy międzynarodowi zwracali uwagę na liczne naruszenia procedur wyborczych i prawa. Ponieważ konstytucja z 1996 roku zawierała zapis, mówiący o tym, iż prezydent Czadu może sprawować tylko dwie pięcioletnie kadencje (nie licząc okresu sprzed przyjęcia konstytucji), w czerwcu 2005 roku przeprowadzone zostało referendum, w którym zapis ten został odrzucony. Pozwoliło to Déby’emu wziąć udział w kolejnych, zorganizowanych w 2006 roku wyborach prezydenckich i wygrać je.
Rządy Déby’ego charakteryzowały się  nepotyzmem, gdyż na najwyższe stanowiska w państwie mianował współplemieńców z ludu Zaghawów. W kraju zamieszkanym przez około 200 grup etnicznych, dominacja jednego (1,5% populacji) wywołała falę rebelii. Jedna z najpoważniejszych wybuchła po 2003 roku, jako reperkusja wojny w Darfurze. Darfurscy partyzanci, którzy odnosili porażki w bitwach z sudańskim wojskiem, szukali schronienia na ziemiach Czadu. W 2005 roku prezydent Sudanu Umar al-Baszir oskarżył Deby’ego o zbrojenie sudańskich bojówek i zapowiedział mu zemstę, która przerodziła się de facto w wojnę między krajami, polegający na wspieraniu bojówek wrogim rządom w Ndżamenie i Chartumie. 13 kwietnia 2006 czadyjscy partyzanci dokonali szturmu na Ndżamenę. Wówczas przed upadkiem stolicy uchronili Deby’ego francuscy żołnierze. Podobna sytuacja miała miejsce 2 lutego 2008, kiedy rebelianci otoczyli pałac prezydenta. 13 marca 2008 podpisano między Czadem i Sudanem pokój w Dakarze a oba kraje wznowiły stosunki dyplomatyczne.
W lutym 2010 roku Czad i Sudan zawarły porozumienie o współpracy granicznej i przeciwdziałaniu buntownikom. Władze w Ndżamenie pogratulowały zwycięstwa Umarowi al-Baszirowi w wyborach powszechnych z kwietnia 2010 roku, z kolei al-Baszir przybył w 2011 roku na inauguracje czwartej kadencji Déby’ego. W wyniku ocieplenia się stosunków między sąsiadami, rząd czadyjski rozpoczął pierwsze rozmowy z rebeliantami.
Déby’emu udało się przetrwać dwie próby zamachów stanu – w 2004 i 2006 roku.
Od 30 stycznia 2016 do 30 stycznia 2017 sprawował funkcję przewodniczącego Unii Afrykańskiej.
20 kwietnia 2021 Déby zmarł w wyniku obrażeń odniesionych w trakcie walk z rebeliantami na północy kraju. W związku z jego śmiercią władzę przejęła Tymczasowa Rada Wojskowa z jego synem Mahamatem Déby Itno na czele, zawieszono konstytucję, rozwiązano parlament, rząd oraz ogłoszono czternastodniową żałobę narodową i tymczasowo zamknięto granice. W związku z jego śmiercią trzydniową żałobę narodową ogłoszono w Mali i Sudanie Południowym a jednodniową żałobę na Kubie, Demokratycznej Republice Konga, Gwinei i Kongo.

## Życie prywatne
Od 1996 roku był masonem, członkiem Grande Loge nationale française.
W 2005 roku ożenił się z Hindą Mahamat Abderahim Acyl, w 2012 roku poślubił Amani Musę Hilal – córkę Musy Hilala, lidera sudańskich dżandżawidów.
Miał dwóch synów – Mahamata (ur. 1984) i Brahima (1980–2007). Brahim został 2 lipca 2007 zamordowany we Francji, w miejscowości Courbevoie. Według francuskiej policji zabójstwo to nie miało podłoża politycznego.

## Odznaczenia
- Łańcuch i Krzyż Wielki Orderu Narodowego (Czad)[17]
- Krzyż Wielki Orderu Narodowego Beninu
- Krzyż Wielki Orderu Zasługi (Republika Środkowoafrykańska)
- Krzyż Wielki Międzynarodowego Orderu Palm Akademickich (OIPA/CAMES, 2013)[18]